# Juventud Unida (San Miguel)
Club Deportivo y Social Juventud Unida – argentyński klub piłkarski z siedzibą w mieście San Miguel leżącym w prowincji Buenos Aires.

## Osiągnięcia
- Mistrz V ligi (Primera D Metropolitana): 1997 Apertura, 1998 Clausura

## Historia
Juventud Unida założony został 6 września 1949 roku. Klub w 1957 przyjęty został do federacji piłkarskiej AFA. W 1992 po raz pierwszy awansował do Primera C Metropolitana.
Obecnie klub występuje w piątej lidze argentyńskiej (Primera D Metropolitana).